# 上海盛丽足球俱乐部
上海盛丽足球俱乐部上海农商银行女子足球队，是由上海市足协负责的女子足球队，为中国女子足球超级联赛参赛球队，主场设在上海大学宝山校区体育场。

## 球队历史
1984年，上海女足组队，1998年底更名为上海上视女子足球俱乐部，2009年底俱乐部撤资，2011年上海女足整体划入上海市足球协会。2015年，成立上海国泰君安永柏女子足球俱乐部。2016年2月2日，上海国泰君安永柏女子足球队更名为上海永柏长远女足。但是随着2017年赞助商的撤资，职业化改革的尝试暂时搁浅，球队重回体制内。2018年，更名为上海农商银行女子足球队。2019年，更名为上海盛丽足球俱乐部上海农商银行女子足球队。